# Lasiurus pfeifferi
Lasiurus pfeifferi (Gundlach, 1861) è un pipistrello della famiglia dei Vespertilionidi endemico di Cuba.

## Descrizione

### Dimensioni
Pipistrello di medie dimensioni, con la lunghezza dell'avambraccio tra 40 e 50 mm, la lunghezza della coda tra 42 e 71 mm, la lunghezza delle orecchie tra 7 e 11 mm e un peso fino a 14 g.

### Aspetto
La pelliccia è lunga e densa. Le parti dorsali sono rossastre, con la base dei peli più scura ed una parte centrale biancastra, mentre le parti ventrali sono più chiare con i peli bicolori, con la base più scura. Sulle spalle sono presenti delle macchie bianco-giallastre. Il muso è appuntito e largo, dovuto alla presenza di due masse ghiandolari sui lati. Le orecchie sono corte, arrotondate e ben separate. Il trago è corto, stretto, con l'estremità arrotondata e curvato in avanti. Le ali sono attaccate posteriormente alla base delle dita dei piedi. La punta della lunga coda si estende leggermente oltre l'ampio uropatagio, il quale è densamente ricoperto di lunghi peli dello stesso colore del dorso. 

## Biologia

### Comportamento
Si rifugia in piccoli gruppi tra il denso fogliame degli alberi. L'attività predatoria inizia subito dopo il tramonto.

### Alimentazione
Si nutre di insetti catturati in volo, particolarmente lepidotteri e talvolta anche di frutta come il mango.

### Riproduzione
Le femmine danno alla luce 2-3 piccoli alla volta all'anno nei mesi di febbraio, aprile e maggio.

## Distribuzione e habitat
Questa specie è conosciuta soltanto sull'isola di Cuba.

## Conservazione
La IUCN Red List, considerato il declino significativo della popolazione di circa il 30% negli ultimi 10 anni a c ausa della conversione ambientale e della pressione umana, classifica L.pfeifferi come specie prossima alla minaccia di estinzione (Near Threatened).